# La mort en aquest jardí
La mort en aquest jardí (títol original en francès:  La Mort en ce jardin , en castellà:  La muerte en el jardín) és una pel·lícula franco- mexicana dirigida per Luis Buñuel i estrenada el 1956. Ha estat doblada al català.

## Argument[2]
Per escapar-se a la repressió policíaca a conseqüència de la revolta dels buscadors d'una mina de diamants, un grupuscle, guiat per l'aventurer Chark, s'enfonsa al bosc verge i haurà d'enfrontar a mil i un perills…
Aquesta pel·lícula d'aventures té l'empremta del simbolisme: la religió (el sacerdot Michel Piccoli), la carn, els diners i les institucions (Simone Signoret prostituta, Charles Vanel terratinent) voregen la puresa (Michèle Rodardon sordmut) en un vent de revolta (l'aventurer Georges Marchal). Surrealisme amb les escenes de la prostituta en vestit de nit enmig de la jungla i de l'autèntica verge en les preses amb les forces naturals (la seva cabellera embolicada amb la d'una altra verge, el bosc) i renaixement d'un món finalment depurat: el guia i la verge que voguen junts sobre una mar quieta…

## Repartiment
- Georges Marchal: Chark
- Simone Signoret: Djin
- Michel Piccoli: el pare Lizzardi
- Michèle Rodardon: Maria Castin
- Charles Vanel: Castin
- Federico Curiel: no surt als crèdits

## Al voltant de la pel·lícula
Simone Signoret va dir:
| « | La muerte en el jardín segurament no és la principal pel·lícula de Buñuel, però aquests tres mesos de rodatge a Mèxic han comptat per mi, Michel Piccoli i Charles Vanel, com unes vacances inoblidables. Potser també per Georges Marchal però com que no l'he tornat a veure, no he tingut l'ocasió de xerrar amb ell com ho faig avui encara amb Charles i Michel, o encara amb Colette Crochot, l'apuntadora. En principi, hi havia Buñuel; tots els actors que han treballat amb ell ja ho han dit abans de mi: passar la seva jornada amb Don Luis, no és anar al treball, és divertit. […] i després hi havia l'Óscar. Óscar Dancigers, el més rus dels productors mexicans, després d'haver estat el més rus dels emigrants, el més rus dels encantadors russos - penso amb Kessel i amb Anatole Litvak. […] i després hi havia els meus dos còmplices, Vanel i Piccoli, i les mistificacions enormes, i les batalles amb gots d'aigua, que es van convertir en galledes d'aigua. Finalment, hi havia Mèxic. Desafio a qui sigui de no enamorar-se de Mèxic - no parlo dels paisatges, parlo de la gent. Semblo folklòric parlant: millor, el folklore és de vegades bo, quan expressa el seu sentit real, és a dir quan es dedica a la paraula «poble». Aniré fins i tot fins a dir pueblo. | » |